# Diego Antonio Reyes
Diego Antonio Reyes Rosales (født 19. september 1992 i Mexico City, Mexico), er en mexicansk fodboldspiller (midterforsvarer). Han spiller i Tyrkiet for Fenerbahçe SK.

## Klubkarriere
Reyes startede sin karriere i Mexico City-storklubben América, som han var tilknyttet frem til han i 2013 rejste til FC Porto i den portugisiske liga. Han var i begyndelsen af sin tid i klubben primært tilknyttet andetholdet.
Efter udlejninger til de spanske klubber Real Sociedad og RCD Espanyol var Reyes i sæsonen 2017-18 med til at vinde det portugisiske mesterskab med Porto.

## Landshold
Reyes har (pr. juni 2018) spillet 53 kampe og scoret ét mål for Mexicos landshold, som han debuterede for 4. juli 2011 i et Copa América-opgør mod Chile. Han repræsenterede sit land ved både VM 2014 i Brasilien og VM i 2018 i Rusland.